# Zbór Luterańskiego Ewangelickiego Kościoła Augsburskiego Wyznania w Gródku
Zbór Luterańskiego Ewangelickiego Kościoła Augsburskiego Wyznania w Gródku – zbór (parafia) luterańska w Gródku, należąca do Luterańskiego Ewangelickiego Kościoła Augsburskiego Wyznania w Republice Czeskiej, w kraju morawsko-śląskim, w Czechach.
Zbór w Gródku powstał po odłączeniu się LECAV od Śląskiego Kościoła Augsburskiego Wyznania w 1995 roku. 
Pastorem zboru jest ks. Jakub Retmaniak.
Do aktywności zboru należy organizacja szkółek niedzielnych, prowadzenie godzin biblijnych, działalność chóru dla dorosłych i młodzieżowego, spotkania kobiet i młodzieży. Nabożeństwa odbywają się w kościele ewangelickim w Gródku, należącym do Śląskiego Kościoła Ewangelickiego Augsburskiego Wyznania.